# بوتیل پی‌بی‌دی
بوتیل پی‌بی‌دی (به انگلیسی: Butyl PBD) با فرمول شیمیایی C۲۴H۲۲N۲O یک ترکیب شیمیایی است.